# Mohamed Bradja
Mohamed Bradja dit Momo Bradja est un footballeur international algérien né le 16 novembre 1969 à Troyes (Aube), devenu entraîneur de football. Il  possède aussi la nationalité française.
Il compte 5 sélections en équipe nationale entre 2001 et 2002. Il est actuellement membre du staff de l'ESTAC.

## Biographie
Ce défenseur a fait toute sa carrière à Troyes et a accompagné l'ascension du club champenois. International algérien, il a joué le match historique contre la France, le 6 octobre 2001.
Après sa carrière de footballeur, il s'est naturellement reconverti dans le staff technique du club troyen. En février 2006, il obtient le BEES 2e degré. Adjoint de Ludovic Batelli lors de la saison 2008/2009, il a été, en compagnie de l'entraîneur troyen, démis de ses fonctions le 27 avril 2009, à la suite des mauvais résultats du club aubois. Ce dernier lui proposera tout de même une nouvelle mission.
À la suite du limogeage de Jean-Marc Furlan le 3 décembre 2015, il prend provisoirement les rênes de l'équipe première de l'ESTAC pour un match : le déplacement à Reims (1-1) le 5 décembre lors de la 17e journée.
En 2016, à la suite des mauvais résultats enregistrés par le club aubois malgré une première victoire en Ligue 1 à Lille le 23 janvier, Claude Robin qui avait été nommé entraîneur le 8 décembre est limogé le 4 février, et Bradja (re)devient entraîneur du club en compagnie de Michel Padovani et Olivier Tingry. Lors de la 26e journée, le club gagne son second match sur le score de 3-2 face à un autre promu en difficulté, le Gazélec Ajaccio. Cependant, cela devrait être provisoire.
Il est actuellement Team Manager de l equipe professionnel.

## Carrière de joueur
- 1988-2003: ES Troyes AC (73 matches en division 1)
- 1er match en ligue 1 : 25/09/1999 : Troyes-Nancy[3]

## Palmarès
- International algérien en 2001 et 2002
- Vainqueur de la Coupe Intertoto en  2001
- Vice-Champion de France National 1 en 1996